# Kelurahan Sindangrasa
Kelurahan Sindangrasa är en administrativ by i Indonesien.   Den ligger i provinsen Jawa Barat, i den västra delen av landet, 200 km sydost om huvudstaden Jakarta.